# Military Medal

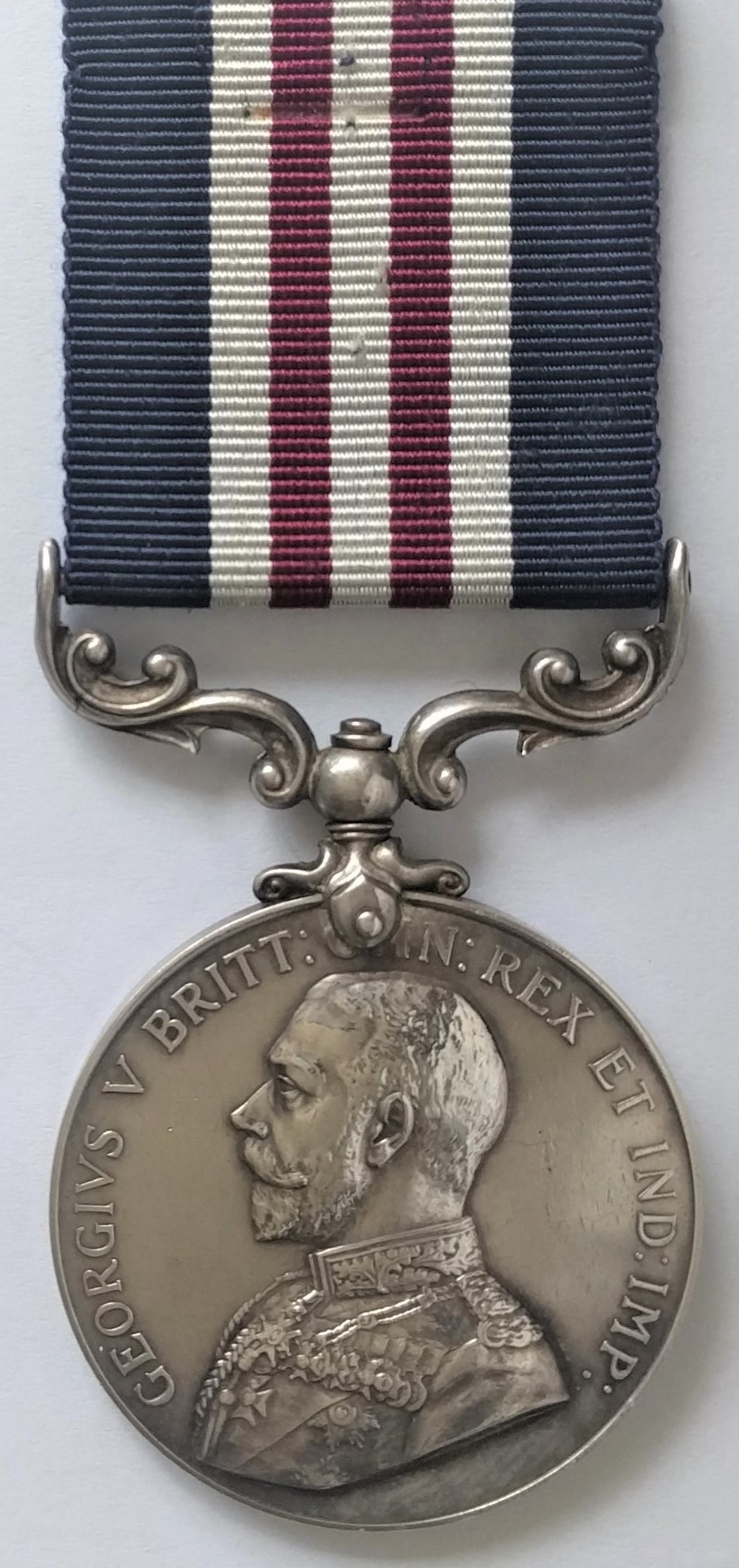
Die Military Medal zeigt König George V. (Avers)

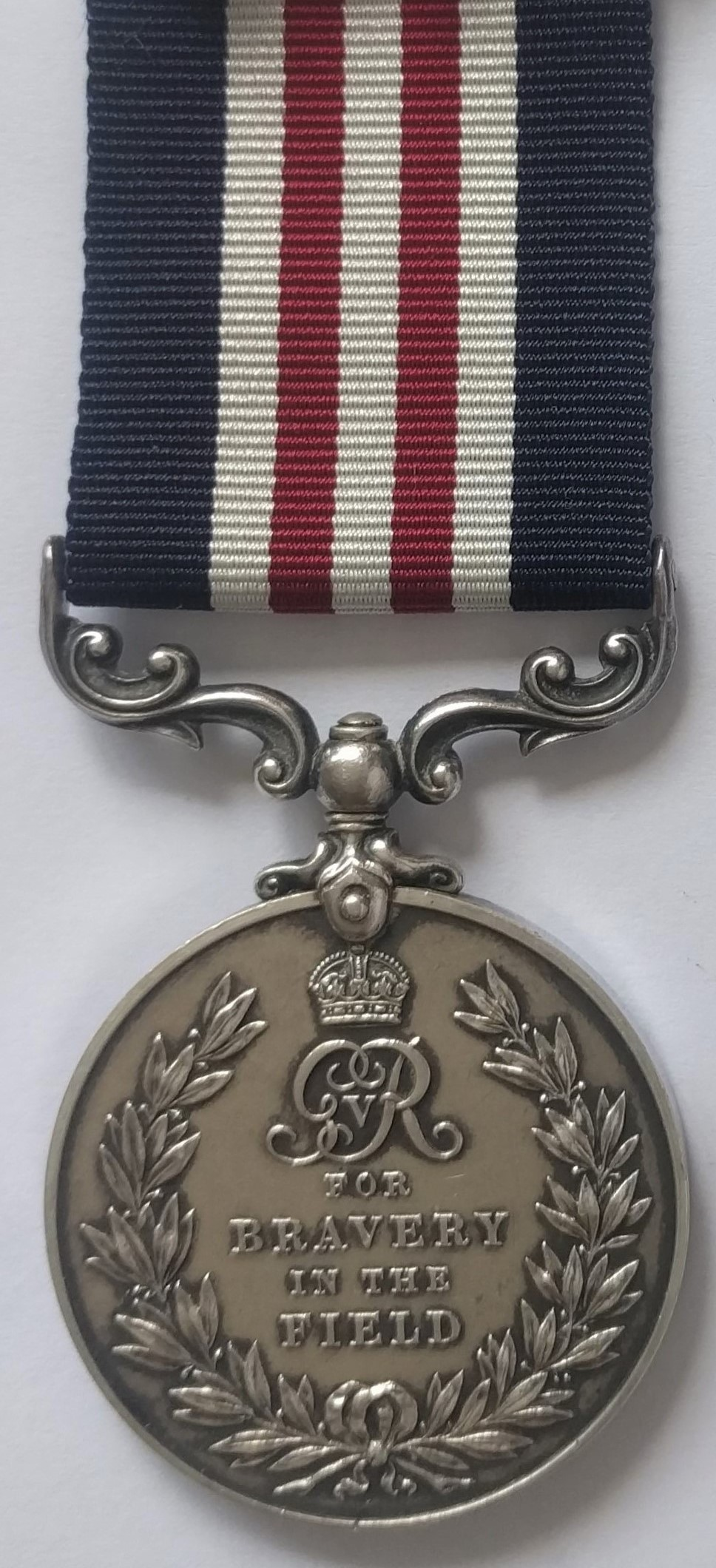
„Für Tapferkeit im Felde“ (Revers)

Die Military Medal (deutsch „Militärmedaille“) war eine britische Kriegsauszeichnung, die während des Ersten Weltkriegs (1914–1918) eingeführt wurde. Sie konnte an Soldaten unterhalb der Laufbahngruppe der Offiziere, also an Unteroffiziere mit und ohne Portepee sowie an Mannschaften vergeben werden.

## Geschichte
Die Military Medal wurde am 25. März 1916 eingeführt und konnte auch rückwirkend ab 1914 verliehen werden. Sie war eine Auszeichnung für Tapferkeit und Pflichterfüllung im Kampf an Land unter Beschuss. Sie galt Angehörigen der britischen Armee und anderer Teilstreitkräfte sowie Angehörigen anderer Staaten des Commonwealth wie beispielsweise Kanada. Träger der Military Medal sind berechtigt, die Buchstaben MM nach ihrem Namen anzugeben.
Während des Ersten Weltkriegs kam es zu etwa 115.000 Verleihungen der Military Medal. Dazu kamen über 5000 Wiederholungsspangen, 180 doppelte und eine dreifache Wiederholung. Anstelle der Military Medal konnte Offizieren das Military Cross (MC) verliehen werden (deutsch „Militärkreuz“).
Weitere etwa 15.000 Military Medals wurden im Zweiten Weltkrieg verliehen. Im Jahr 1993 gab es eine Überarbeitung des Tapferkeitsauszeichnungssystems und die Medaille wurde abgeschafft. Seitdem kommt das Military Cross für alle Dienstgrade zur Anwendung.